# 월리처

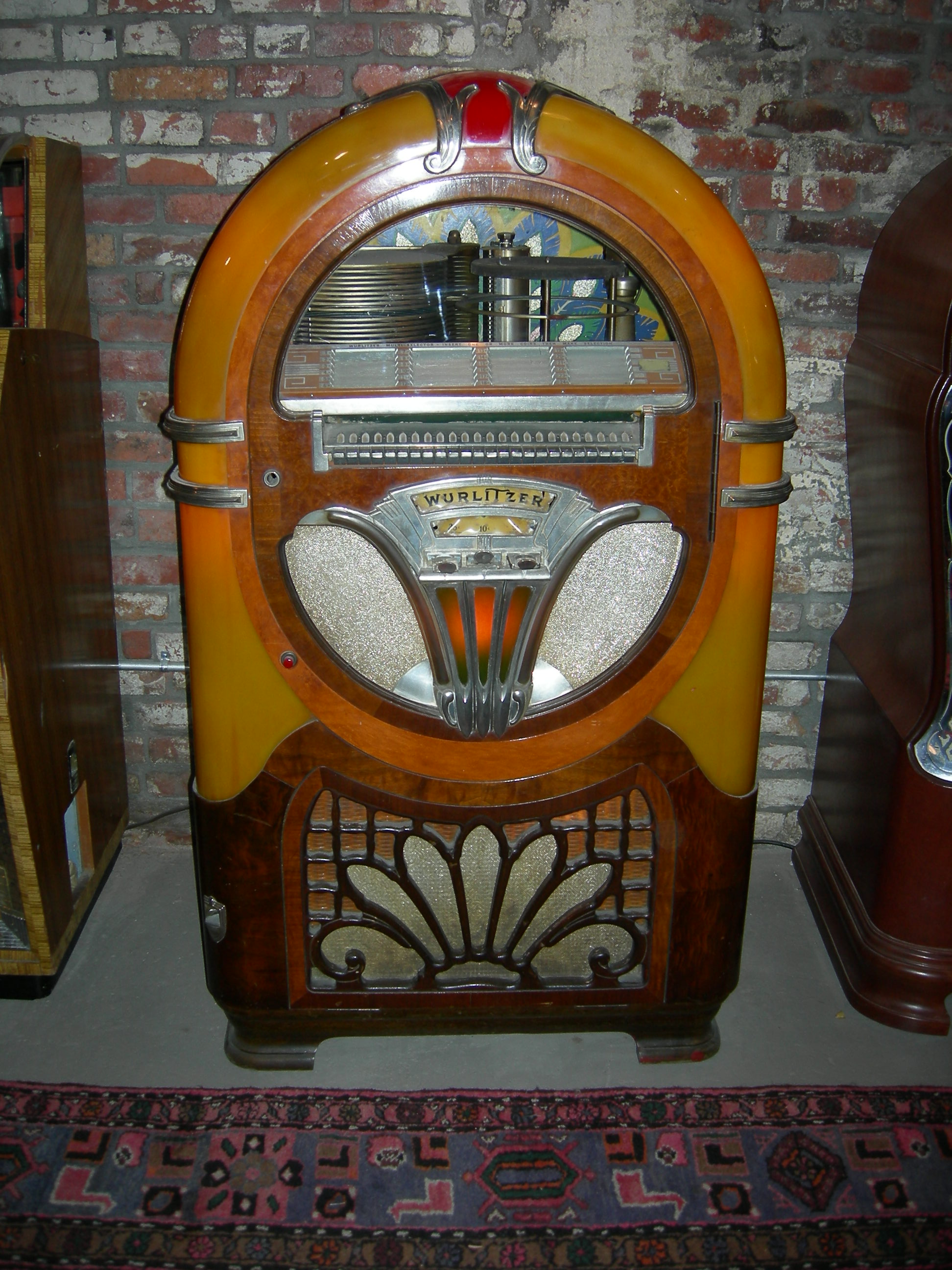
윌리처 주크박스.

루돌프 윌리처 사(Rudolph Wurlitzer Company), 흔히 윌리처(Wurlitzer)는 미국의 회사로, 현악기, 금관악기, 페어그라운드 오르간, 오케스트리언, 전자 오르간, 전자 피아노, 주크박스 등을 생산했다.